# La gran quiniela
La gran quiniela es una película española de comedia estrenada en 1984, escrita y dirigida por Joaquín Coll Espona y protagonizada en los papeles principales por María Luisa San José, Máximo Valverde y Eva León.

## Sinopsis
Puri es una mujer de mediana edad que trabaja como camarera en un bar de alterne, a quien Pedro ha dejado por una chica más joven. Su hija también pasa por malos momentos, ya que su marido también tiene intención de dejarla. Todo cambia cuando Puri resulta ser la única acertante de 14 de la quiniela y cobrará un premio de más de doscientos millones de pesetas.

## Reparto
- María Luisa San José - Puri
- Eva León - Sole
- Máximo Valverde - Pedro
- Fernando Guillén - Jaime
- Joan Monleón - Don Saturnino
- Emilio Gutiérrez Caba - Juan
- Lita Claver - Show woman
- Alfred Lucchetti - Cayetano
- Enric Cusí